# Odenkirchen
Odenkirchen ist ein Stadtteil der kreisfreien Stadt Mönchengladbach in Nordrhein-Westfalen. Bis zur Eingemeindung in die Stadt Gladbach-Rheydt im Jahre 1929 war Odenkirchen eine eigenständige Stadt. Seit dem 22. Oktober 2009 gehört Odenkirchen zum Mönchengladbacher Stadtbezirk Süd.

## Geographie

### Räumliche Lage
Odenkirchen liegt am mittleren Niederrhein, am Übergang von der Niederrheinischen Bucht zum Niederrheinischen Tiefland – am Nordrand der Jülich-Zülpicher Börde – in einer Talsenke der oberen Niers. Odenkirchen liegt im Süden von Mönchengladbach, der größten Stadt zwischen Rhein und Maas, rund 35 Kilometer westlich von Düsseldorf.

### Gliederung
Odenkirchen besteht aus den Honschaften (Ortsteilen): Bell, Güdderath, Kamphausener Höhe, Odenkirchen-Mitte, Ruhrfeld, Sasserath, Mongshof, Görtzhof, Wetschewell, Hove und Saarhof.
Vor den Städtevereinigungen mit Rheydt und Mönchengladbach gehörten zu Odenkirchen außerdem Geistenbeck, Stappen, Kohr, Hockstein, Mülfort, Backeshof, Krapohl und Zoppenbroich/Dohr/Biesel/Bahner/Junker. Die ursprüngliche Stadtgebietsfläche betrug 1895 1825,9 Hektar, heute beläuft sie sich auf 1385,1 Hektar.
Heute gliedert sich Odenkirchen in die Stadtteile Odenkirchen-West, Odenkirchen-Mitte und Sasserath.

## Geschichte

### Ursprung des Namens Odenkirchen

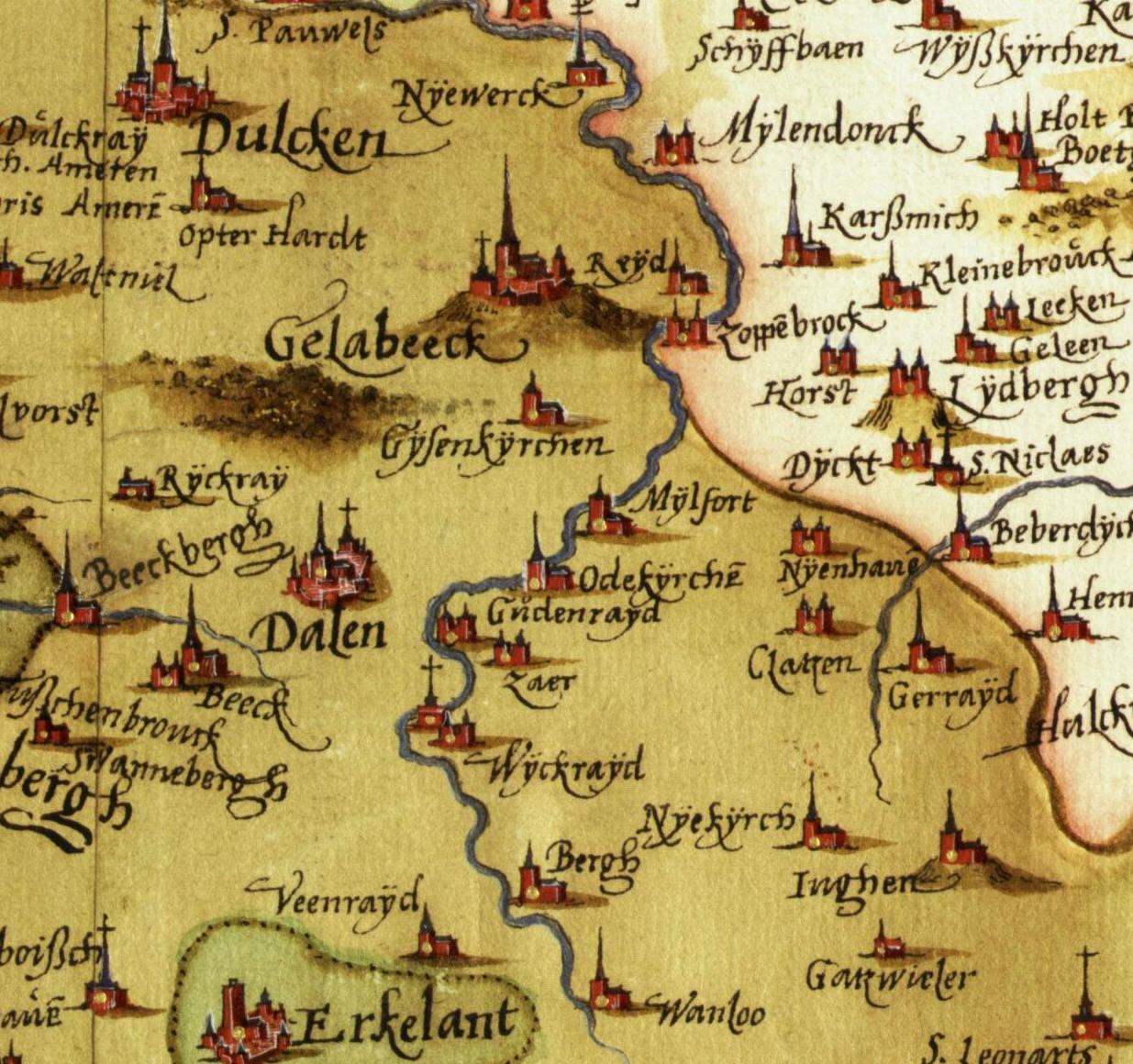
Odenkirchen (Odekyrche) (1573)

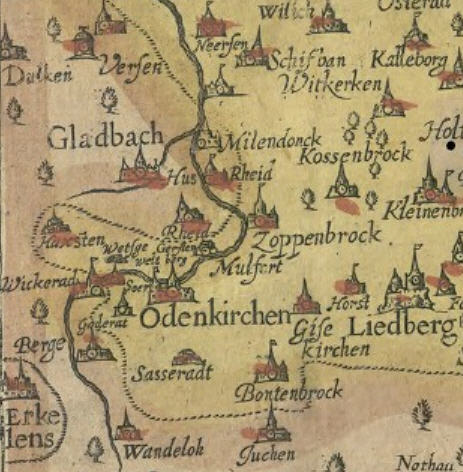
Odenkirchen (1620). Beachtlich ist die gleiche Größe der Ortsnamen von Odenkirchen und Gladbach, was auf die damalige Bedeutung der beiden Orte schließen lässt. Heute ist die ehemalige Stadt Odenkirchen ein Teil der Großstadt Mönchengladbach.

Die Herkunft des Ortsnamens Odenkirchen ist nicht gesichert, es gibt jedoch folgende Erklärungsversuche:
1. Oedt = Ort in öder, wasserreicher, sumpfiger Gegend. Das Dorf Oedt nahe Kempen im Kreis Viersen, ebenfalls an der Niers gelegen, kommt in alten Urkunden vor als Hude 1170, Ude 1317, Uyde 1468. (Vergleich zu Odenkirchen: Hudenkirchen 1028, Udenkirchen 1106, Oydenkirchen 1341). Odenkirchen also Kirchort in öder, wasserreicher, sumpfiger Gegend?
2. Vergleich zu Odenwald, Otenwald (628), Odanawalt (815); ahd. odo walt = öder Wald; ahd. ôdi, mhd. oede, ôde = öde, leer, unbebaut, unbewohnt (gilt für die früheste Zeit). Odenkirchen also auch hier Kirchort in öder Gegend?
3. Houdenkerke (Schreibweise für Odenkirchen im 11. Jh.). Houd heißt im niederfränkischen Holz. Meistens waren die ersten Kirchen aus Holz gebaut. „Odenkirchen“ entstanden also aus einer Holzkirche?
4. Oudenkirchen (Schreibweise für Odenkirchen im Jahre 1109). Oud steht im niederfränkischen für alt. „Odenkirchen“ könnte also „alte Kirche“ bedeuten. Die Nachbarpfarrei Hochneukirch hieß bis 1873 Neukirchen. Wenn „Odenkirchen“ für „alte Kirche“ steht, kann die Bezeichnung jedoch erst aufgekommen sein, als die neue Kirche gebaut wurde. Fraglich ist daher der Name der Ortschaft vor der Entstehung von Neukirchen.
5. Kirche des Hudo, Udo, neudeutsch: Ude. Ein Burgherr namens Udo hat hiernach auf seinem Grund und Boden eine eigene Kirche errichtet, die der damaligen Gewohnheit entsprechend seinen Namen trug und diesen Namen dem ganzen Orte gegeben hat. „Odenkirchen“ entstanden also aus (Eigen)-Kirche des Udo?

### Erste Besiedlung
Der erste Ort, der aus der späteren „Herrlichkeit Odenkirchen“ in den Quellen auftaucht, ist Mülfort. Hier war eine Furt über die Niers, wo sich schon zur Römerzeit ein Kreuzungspunkt mehrerer Straßen befand. Das mittelalterliche Mülfort wird erstmals 946 in einem Privileg Ottos I. erwähnt, der Mühlgau bereits im Jahre 837. Die Ersterwähnung von Odenkirchen datiert auf den 9. Januar 1107.

### Burg
Die spätestens im 12. Jahrhundert einsetzende Besiedlung Odenkirchens ging von der Burg der Herren von Odenkirchen aus. Die Erstanlage bestand aus einer Holzburg, die auf einer Erdaufschüttung (Motte) in einem Wasser- und Sumpfgebiet errichtet wurde. Schrittweise vollzog sich in den folgenden Jahrhunderten der Wandel zur massiven Steinburg.

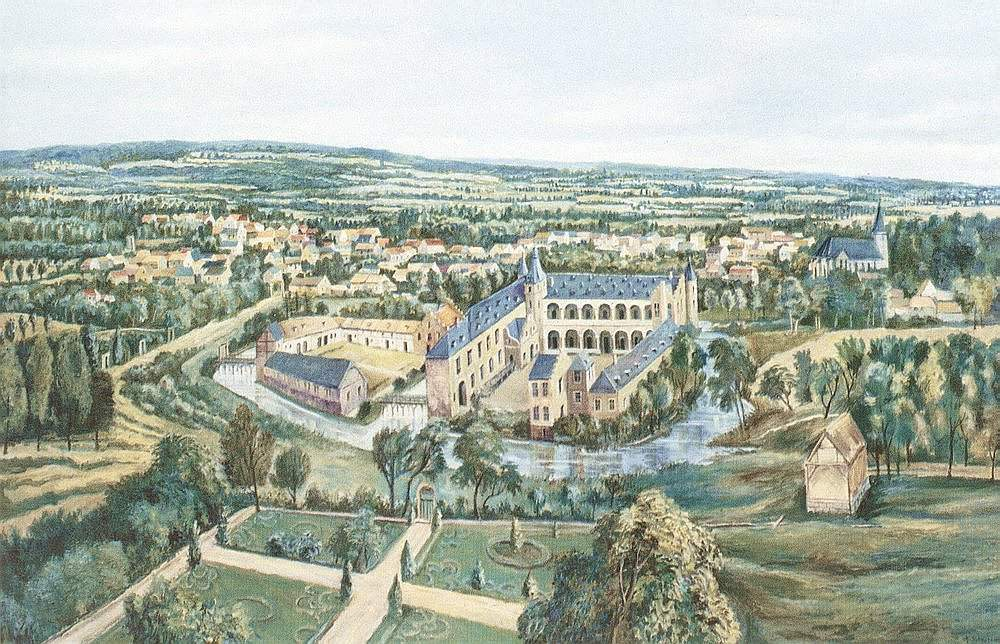
Burg und Herrlichkeit Odenkirchen von Nordwesten um 1680,
Gemälde von Gebhard Schwermer (1930–2007) im Burgturm zu Odenkirchen (nach einem Detail eines Wandteppichs auf Schloss Westerloo der Fürsten von Merode in Belgien)

Die Burg Odenkirchen wurde erstmals 1153 in einer Urkunde von König Friedrich Barbarossa erwähnt, in der dieser dem Kölner Erzbischof Arnold II., also dem Kölner Erzstift, die Eigentumsrechte an der Burg Odenkirchen bestätigte. Odenkirchen war eine selbständige Unterherrschaft des Kölner Erzstiftes. Eine solche Unterherrschaft nannte man Herrlichkeit. Im Jahre 1689 wurden Schloss und Kanzlei im Französisch-Niederländischen Krieg durch Bombardement zerstört. 1701 folgte ein Brand in Odenkirchen, der die Burganlage und den gesamten Ort in Schutt und Asche legte. Die Burg wurde in ihrem alten Zustand nie wieder aufgebaut. Die Familie von Merode-Westerloo ließ 1734 den noch stehenden Torbogen erneuern und die Gebäude wieder errichten, die der Bewirtschaftung der umfangreichen Ländereien dienten.
Langwierige Prozesse um die Zuerkennung der Burg hatten mehr als 300.000 Reichstaler verschlungen und die Finanzen derer von Merode total zerrüttet. Sie mussten die Burg 1730 an den niederländischen Diplomaten und Komponisten Graf Unico von Wassenaer für 64.968 Reichstaler verpfänden. Als nun später die Familie von Merode nicht in der Lage war, die Pfandsumme zurückzuzahlen, trat Johann Wilhelm Augustin, Reichsgraf von Merode seine Rechte auf Odenkirchen an Unico von Wassenaer ab. Dieser verkaufte die Burg 1745 für 94.000 Reichstaler an den Kölner Kurfürsten und Erzbischof Clemens August. Der Kurfürst von Köln setzte für die Verwaltung von Odenkirchen Vögte ein. Die letzten Vögte waren der aus Aachen stammende Kurkölnische Hofkammerrat Klemens August Bernhard v. Bouget, der auch als Pächter von Haus Zoppenbroich auftrat und sein Schwiegersohn Christian Joseph Aldenhoven aus Zons.
1789 brach die Französische Revolution aus, das Revolutionsheer besetzte auch Odenkirchen. Im Rahmen der Säkularisation wurden alle kirchlichen Güter beschlagnahmt. Die Burg wurde verkauft: 1803 erwarb Benedicta v. Bouget die Burg mit allen Ländereien und verkaufte sie im Jahre 1811 an den Kaufmann Jean Lüttringhausen aus Elberfeld.
1872 wurde sie Eigentum des Odenkirchener Burgvereins; 1920 erwarb sie die katholische Pfarrgemeinde St. Laurentius.
Der Westflügel der Burg entlang der Hoemenstraße wurde Ende des 19. Jahrhunderts abgebrochen, der Restbau 1943 durch Bomben zerstört. Der ausgebrannte Burgturm wurde 1950/51 wiederhergestellt. Der Heimatverein Odenkirchen hat das Gebäude 1988 als Erbbauberechtigter von der Pfarrgemeinde St. Laurentius mit der Auflage der Restaurierung zunächst für 30 Jahre übernommen. Dieses Erbbaurecht besteht bis heute und bezieht sich auf alle Räume der Burg mit Ausnahme der unteren beiden Räume, die von der Pfarre den Messdienern zur Verfügung gestellt wurden. Diese haben in tatkräftiger Selbstarbeit die Räume restauriert und hergerichtet und sich so dort eine gemütliche Ecke mit Musikanlage und Couchgarnitur geschaffen. Hier hat die Leiterrunde der Messdiener die Möglichkeit, sich am Wochenende zu treffen oder ihre Besprechungen abzuhalten. Sie pflegt sowohl die Räume, als auch den Vorraum mit dem Torbogen und den Burggarten in liebevoller Kleinarbeit sehr.

### Burggrafen
Die Kölner Erzbischöfe bzw. Kurfürsten waren die Landesherren von Odenkirchen. Die ersten namentlich bekannten Odenkirchener Herren tauchen in einer Urkunde des Kölner Erzbischofs Friedrich I. als Herimannus comes de Udenchirchen et frater eius Arnoldus auf. (Graf Hermann von Odenkirchen und sein Bruder Arnold).
Im Jahre 1109 soll die Gräfin Utilhildis de Udinkichin Burg und Herrlichkeit Odenkirchen dem Kölner Erzbischof zum Geschenk gemacht haben. Utilhildis war die Mutter des als Seligen verehrten Grafen Ludwig III. von Arnstein und die letzte aus dem Stamme eines Odenkirchener Dynastengeschlechts, das die Obervögte und Vorsitzenden der Kölner hohen Gerichtsbarkeit stellte. Der Kölner Fürstbischof war also ab 1109 Lehnsherr der Odenkirchener Burggrafen und diese seine Vasallen und Lehnsträger.
In der oben erwähnten Urkunde von 1153 wird unter der Gruppe der erzbischöflichen Ministerialen bereits ein Rabodo de Otenkirchen erwähnt. Die Raboden wurden zum Leitnamen eines Ministerialengeschlechtes, welches (zusammen mit dem zweiten Sippennamen Gerhard) bis 1391 die Burggrafen aus dem Haus Odenkirchen stellte. Der letzte Burggraf war Gerhard V.; er starb ohne männliche Erben.
Dessen Tochter (oder Schwester) Agnes heiratete Arnold von Hoemen, der 1392 vom Kölner Kurfürsten mit Odenkirchen belehnt wurde. Die Herren von Hoemen regierten bis 1502. Es erbte die Tochter des letzten von Hoemen, eine Odilie, die Heinrich von Nagel geheiratet hatte. Er wurde im selben Jahr 1502 Lehnsträger von Odenkirchen.
Nach seinem Tode heiratete Odilie Wilhelm von Vlodorp, der 1531 mit Odenkirchen belehnt wurde. Seine Enkelin, ebenfalls mit Namen Odilie, war vermählt mit Florentz von Botzelaer. Sie förderte die Reformation in Odenkirchen und wurde deshalb zweimal vom Kurfürsten auf Burg Linn gefangen gesetzt; als sie Besserung gelobte, wurde sie wieder freigelassen.

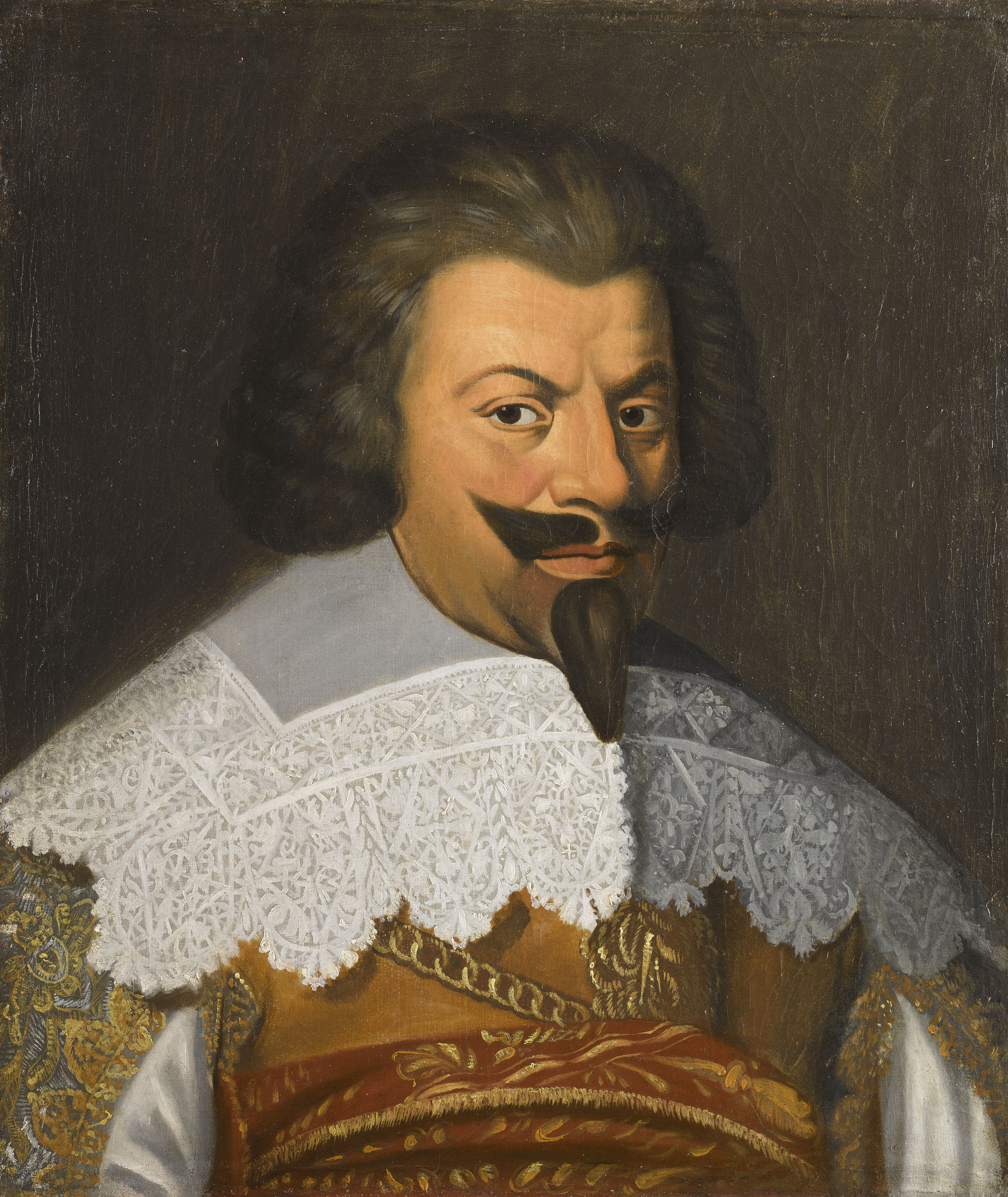
Jan von Werth, 1643–1652 Burggraf von Odenkirchen

Florentz von Botzelaer wurde 1572 mit Odenkirchen belehnt. Sein Sohn, Franz Hatthard von Botzelaer, starb 1636 ohne Nachkommen. Er vermachte Odenkirchen seinem Neffen Maximilian von Bronkhorst-Battenburg. Dieser bewarb sich um die Belehnung, die ihm aber vom Kurfürsten verweigert wurde. Ihm wurde der Einlass verwehrt und die gräfliche Gemahlin kurzerhand mit dem Stuhl vor die Tür gesetzt. Das geschah 1636 im Dreißigjährigen Krieg. Diese Episode ist der historische Hintergrund des Romans von Hans Keller „Die Rose von Odenkirchen“. So sehr von Bronkhorst protestierte, der Kurfürst zog das Besitztum ein.
Im Jahre 1643 übertrug der Kurfürst dem kaiserlichen Feldmarschall und Reitergeneral Jan von Werth die Herrschaft Odenkirchen. Er zahlte dem Lehnsherrn 15.711 Taler und war somit Herr von Odenkirchen. Jan von Werth starb im Jahre 1652 auf seinem Gut Schloss Benatek in Böhmen.
Erbin des Jan von Werth war seine Tochter Lambertina Irmgardis, die mit Winand Hieronymus Freiherr Raitz von Frentz zu Schlenderan verheiratet war. Von Frentz wurde im gleichen Jahr 1652 mit Odenkirchen belehnt. Doch wieder erhob sich gegen die Belehnung lauter Protest und zwar vom Enkel des von Bronkhorst-Battenburg, dem Maximilian Freiherr von Merode Marquis Westerloo. Er klagte gegen den Kurfürsten die Herrschaft Odenkirchen beim Reichskammergericht ein, die ihm 1694 zuerkannt wurde. Aber durch die Finanznöte derer von Westerloo ging die Burg zwischen 1730 und 1745 in Privatbesitz über. Damit war die Zeit der Odenkirchener Burggrafengeschlechter vorbei.

### Stadt Odenkirchen

#### Entwicklung

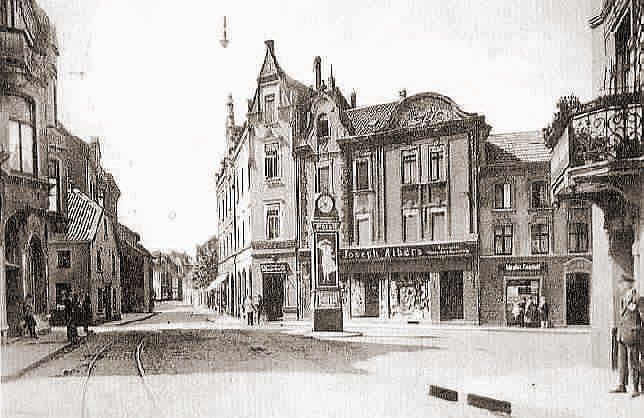
An der Normaluhr um 1928

Im Schatten der Burg ist schon 1158 eine, mit einem Palisadenzaun umwehrte „villa“ (Dorf) belegt, die 1398 zum ersten Mal als „Freiheit“ bezeichnet wird. Im 14. Jahrhundert muss also der Prozess einer Stadtgründung eingeleitet worden sein, deren oberstes Ziel die Privilegierung zu einer Freiheit war. Bei diesem Versuch ist es zunächst geblieben.
Von 1794 bis 1814 gehörte Odenkirchen zu Frankreich (Arrondissement de Crévelt im Département de la Roer). Als Unterpräfekt des Arrondissements wurde Johannes Jakobus Bouget eingesetzt. Odenkirchen bildete eine Mairie nach französischem Vorbild und war Kantonalort. Zum Kanton Odenkirchen gehörten außerdem die Mairien (Rhein-)Dahlen, Hochneukirchen, Jüchen, Kelzenberg, Rheydt, Schelsen, Wanlo und Wickrath. 1814 fiel Odenkirchen nach den Vereinbarungen des Wiener Kongresses an Preußen (ab 1822 Teil der Rheinprovinz) und wurde eine Bürgermeisterei im neuen Kreis Gladbach.
Im Jahre 1820 entstand die „GemeindeCharte des Parcellar Katasters der Samtgemeinde Odenkirchen“. Damals hatte der Ort etwa 4100 Einwohner.
1856 wurden der Gemeinde Odenkirchen die Stadtrechte verliehen. 1929 kam es zu einer Vereinigung der Städte Odenkirchen, Rheydt und München-Gladbach zur Doppelstadt Gladbach-Rheydt, die 1933 teilweise rückgängig gemacht wurde; Odenkirchen blieb jedoch bei Rheydt. 1975 wurden die beiden Städte zur kreisfreien Stadt Mönchengladbach (wieder)-vereinigt.
Am 31. August 1943 wurde Odenkirchen durch einen Bombenangriff zu 70 % – in Teilen sogar total – zerstört. Dabei kamen über 100 Personen ums Leben. 98 % aller Wohnhäuser erlitten mehr oder weniger schwere Schäden, fast jedes fünfte Wohnhaus wurde vernichtet.

#### Stadtwappen

Großes Wappen der ehemaligen Stadt Odenkirchen
Kleines Wappen

Die Stadtverordneten-Versammlung beschloss am 23. Dezember 1895, dass das Stadtwappen von Odenkirchen in folgender Weise geführt werden soll:
„In rothem Schilde eine goldene dreithürmige Burg auf gewelltem Schildfuß. Auf dem Helme zwei Fähnchen, auf welchem das Wappenbild des Schildes wiederholt ist. Helm-Decken roth-golden. Das Wappen soll gemäß der von dem Heraldiker Herrn Hauptmann zu Bonn entworfenen Zeichnung zur Ausführung kommen. Dem Seminarlehrer Herrn Mörs wird für die Zeichnung des Stadtwappens eine Remuneration von 25 Mark bewilligt. Die Zeichnung des Seminarlehrers Mörs soll eingerahmt und im Stadtratssaale aufgehängt werden.“
Das heißt, das offizielle Wappen der ehemaligen Stadt Odenkirchen besteht aus Schild und Oberwappen. Schild: Über Schildfuß mit sechs blauen Wellen auf Schwarz: goldene dreitürmige Mauer auf Rot (Anlehnung an Niers und Burg).
Oberwappen: Silberner Helm mit zwei Turnierfähnchen (Helmzier), auf welchem das Wappenbild des Schildes wiederholt ist, Helmdecken rot-golden.
Im Laufe der Zeit kam es neben dem Vollwappen auch zur Anwendung einer vereinfachten Darstellung (ohne Oberwappen, also Beschränkung auf den eigentlichen Schild).
Die heraldisch korrekte Blasonierung des einfachen Schildes lautet: „In Rot über blauen Wellen, eine dreitürmige goldene Burg.“

### Gewerbe und Industrie

#### Historische Entwicklung
Bereits 1698 hat in Odenkirchen eine Bleicherei existiert. In der zweiten Hälfte des 18. Jahrhunderts waren deutliche Anzeichen einer industriellen Entwicklung zu erkennen. Bereits im Jahre 1776 gründete der Vogt Bouget die erste „Fabrik von Mouchoirs de Soyes, Cordon de Velours und demi Satin“ (Samt- und Seidenfabrik) zu Odenkirchen. In der ersten Hälfte des 19. Jahrhunderts war die weitere Entwicklung eher bescheiden. Kennzeichnend waren neben der herkömmlichen Leinen- die Baumwoll- und die Seidenherstellung, aber auch Färbereien und Gerbereien hatten sich angesiedelt. Die zweite Hälfte des 19. Jahrhunderts war dann von einer zunehmenden Industrialisierung geprägt.
Im Jahre 1861 bestanden hier fünf Wassermühlen und 33 Fabriken, außerdem waren 889 Webstühle installiert. 1925 waren es bereits 84 Betriebe. Diese Wirtschaftskraft hat maßgeblich zu einem Aufblühen der Stadt Odenkirchen beigetragen.
Vom allgemeinen Niedergang der ursprünglich hier stark vertretenen Textilindustrie in der zweiten Hälfte des 20. Jahrhunderts wurde auch Odenkirchen nicht verschont. Dagegen macht ein Unternehmen des Textilmaschinenbaus, die Firma Trützschler mit weltweit 2000 Mitarbeitern, Odenkirchen in aller Welt bekannt.

#### Ehemalige Odenkirchener Mühlen

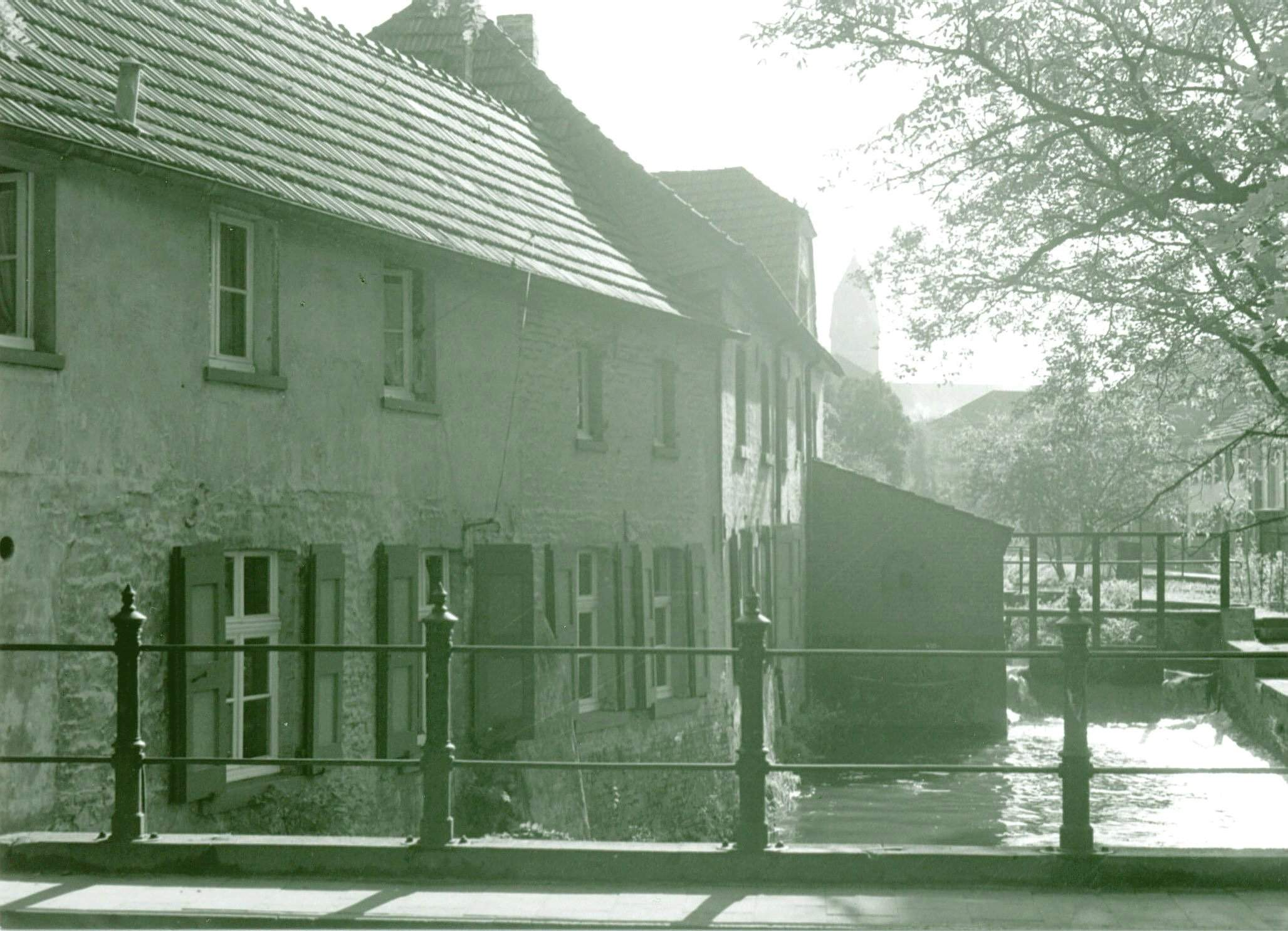
Die ehemalige Odenkirchener Burgmühle vom Ende des 17. Jahrhunderts; Erwähnung bereits 1564

Das Mühlrecht war ein Vorrecht des Landesherrn. Auch in der Herrlichkeit Odenkirchen durfte nur mit Genehmigung des Kurfürsten und des Burgherrn eine Mühle errichtet und in Betrieb genommen werden.
An der Niers lagen in Odenkirchen fünf Mühlen:
- Güdderather Mühle
- Burgmühle Odenkirchen
- Pixmühle
- Bellermühle
- Steinsmühle
- Die Eickesmühle gehörte nicht zu Odenkirchen, sie lag im Mülforter Bruch an der Odenkirchener Grenze
- Die Zoppenbroicher Mühle lag unmittelbar neben dem Schloss auf dem rechten Niersufer. Zoppenbroich wurde seit 1763 von Odenkirchen aus verwaltet und an die Familie Bouget verpachtet.
- Die Bottmühle – eine Papiermühle – lag am Bottbach, einem Nebengewässer der Niers, gegenüber dem früheren Amtsgericht.
- Die Papiermühle im Kohr lag in Geistenbeck an einem zur Niers hinfließenden Bach.

#### Heutige Gewerbegebiete
Die neuen Gewerbegebiete Odenkirchens verdanken ihren Aufschwung der unmittelbaren Nähe zu den Autobahnen A 44 (Anschlussstelle Mönchengladbach-Odenkirchen), A 46 und A 61. Die Bereiche Güdderath-Ost und Güdderath-West umfassen über 100 ha. Niedergelassen haben sich hier Firmen wie Coca-Cola, Nippon Express, die Deutsche Post AG mit ihrem Briefverteilzentrum und weitere Firmen aus zukunftsorientierten Branchen. In dem zu erschließenden interkommunalen Gewerbegebiet Güdderath-Jüchen „Regiopark 3000“ an der A 61 werden weitere 120 ha erschlossen.

### Religionen

#### Christliche Gemeinden

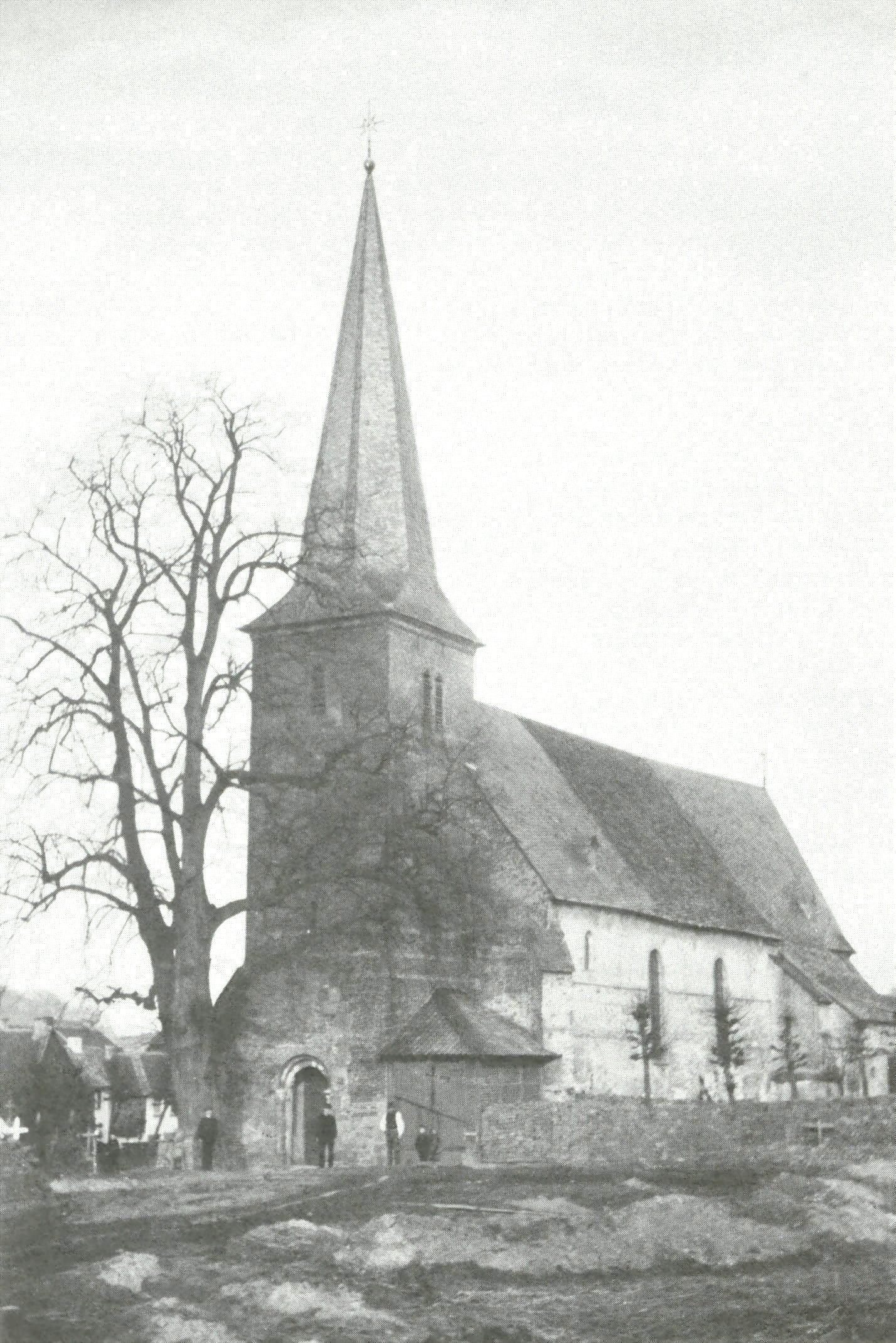
Die alte Odenkirchener Kirche, vermutlich aus dem 10. Jahrhundert, niedergelegt 1894

Die Ursprünge der alten Odenkirchener Kirche werden in das 10. Jahrhundert datiert. Das Kirchenpatronat stand dem Kölner Erzbischof zu, der seit 1153 Burg und Herrlichkeit Odenkirchen besaß.
Erste reformatorische Bestrebungen entstanden 1532 unter Burggraf Wilhelm III. von Vlodorp. Die Burggrafengeschlechter von Vlodorp und von Boetzelaer standen der neuen Religion wohlwollend gegenüber. Damit waren Auseinandersetzungen mit dem Lehnsherren, dem Kölner Kurfürsten und Erzbischof, sozusagen programmiert. Seit 1559 war die Erbtochter Odilia von Vlodorp mit Floris von Boetzelaer vermählt. Als Calvinist hat er die reformatorischen Bestrebungen intensiviert. 1575 berief Odilia den calvinistischen Prediger Vellen nach Odenkirchen; sie bestimmte, was ihre Untertanen zu glauben hatten. Im Zuge der Gegenreformation unter Kurfürst Ernst von Bayern (1554–1612) wurde Odilia zweimal auf Burg Linn gefangengesetzt; als sie Besserung gelobte, freigelassen. Ihr Sohn Florens Hattard von Boetzelaer, ein strenger Calvinist, versuchte im Zuge einer eigenständigen Außenpolitik gegen seinen Lehnsherren die Reichsunmittelbarkeit zu erreichen. Hier wurde – wie schon unter Odilia – klar, dass der konfessionelle Aspekt nicht von der Machtpolitik zu trennen war. Nach einem vergeblichen Versuch, Florens Hattard von seinem calvinistischen Glauben abzubringen, schickte der Kurfürst 1627 Soldaten nach Odenkirchen, die die Pfarrkirche besetzten; der katholische Gottesdienst wurde wieder eingeführt.
Obwohl im westfälischen Frieden von 1648 die Calvinisten als eigene Konfession anerkannt worden waren und 1650 die reformierte Gemeinde Odenkirchen den Gemeinden zugeordnet wurde, denen die öffentliche Religionsausübung zu gestatten war, wurde dies von Kurköln ignoriert. Über 100 Jahre dauerten die Religionsstreitigkeiten in Odenkirchen an, begleitet von Schikanen gegen die Reformierten (so wie umgekehrt zur Zeit der Reformation gegenüber den Katholiken). Erst im Religionsvergleich von 1755 kam es zu einer völligen Trennung der reformierten von der katholischen Gemeinde. Der Kurfürst zahlte der reformierten Gemeinde 11.000 Thaler für den Bau einer eigenen Kirche, eines Pfarrhauses und einer Schule. Die neue Kirche wurde 1757 von dem niederländischen Architekten Francois Soiron, Bruder des Baumeisters Matthieu Soiron, fertiggestellt, die beide zu jener Zeit auch mit dem Neubau von Schloss Wickrath beschäftigt waren. Während im 17. Jahrhundert die Anzahl der Reformierten überwog, gehören im Jahre 2005 55 % der Einwohner der römisch-katholischen Kirche an, 20,5 % sind evangelisch, weitere drei Prozent gehören einer evangelischen Freikirche an. Die kirchlichen Gemeinden sind heute: die Evangelische Kirchengemeinde Odenkirchen sowie die katholischen Pfarrgemeinden St. Laurentius und St. Michael.

#### Jüdische Gemeinde
Bereits in einer Urkunde von 1346 wird die Ansiedlung von Juden in Odenkirchen erwähnt. 1730 lebten in Odenkirchen 12 jüdische Familien. Für 1933 wird die jüdische Einwohnerzahl mit 112 angegeben. Bereits 1817 existierte in Odenkirchen eine Synagoge, die 1911 durch einen größeren Neubau ersetzt wurde. Das Gotteshaus befand sich in der Hofanlage des heutigen Grundstückes „Zur Burgmühle“ 24. Im Novemberpogrom 1938 wurde die Synagoge von den Nationalsozialisten geschändet und zerstört. Während der NS-Diktatur wurden die Odenkirchener Juden zum allergrößten Teil vertrieben und getötet. Der jüdische Friedhof an der Kamphausener Straße wurde 1840 angelegt. Zum Gedenken an die Opfer von Terror und Verfolgung im „Dritten Reich“ wurde 1991 vor dem Friedhof ein Mahnmal von Willi Strunk errichtet.
Vor dem Haus „Zur Burgmühle“ 24 wurden 2006 drei „Stolpersteine“ von Gunter Demnig in den Bürgersteig eingelassen. Sie erinnern an die Opfer des Holocaust; hier – so ist zu lesen – sind es die drei Odenkirchener Mitbürger Karl, Rosa und Walter Levy, die von ihrer Wohnung aus im Jahre 1942 deportiert und später umgebracht worden sind. Am 13. November 2007 wurden drei weitere Stolpersteine in Odenkirchen verlegt. Sie erinnern vor dem Haus „Burgfreiheit 3“ an den Odenkirchener Geschäftsmann Sigmund Oberländer, seine Frau Friederike Oberländer (geb. Loeb) sowie seine Tochter Gertrud Oberländer. Sigmund und Friederike Oberländer wurden 1942 nach Theresienstadt deportiert und später in Minsk ermordet. Gertrud Oberländer wurde zuerst nach Westerbork (Niederlande) deportiert und später im KZ Auschwitz umgebracht.

### Zusammenfassung
Odenkirchen kann auf eine wechselvolle Geschichte zurückblicken. Die erste Steinzeitbesiedlung erfolgte vor ca. 10.000 Jahren. Von 53 v. Chr. bis 274 (450) herrschten die Römer in diesem Raum, aus dem sie dann von den Franken verdrängt wurden. Von 1107 bis 1745 haben die Burggrafen als Lehensträger der Kölner Erzbischöfe die Geschicke Odenkirchens bestimmt. Die französische Besatzungszeit dauerte von 1794 bis 1815. Die Industrialisierung begann 1776 mit der ersten Samt- und Seidenfabrik von Vogt Bouget. 1856 wurden Odenkirchen die Stadtrechte verliehen. 1929 erfolgte der Zusammenschluss der Städte M.Gladbach, Rheydt und Odenkirchen (1933 bis 1975 Trennung von M.Gladbach). Die kompletten Daten vermittelt die „Zeittafel zur Odenkirchener Geschichte“.

## Verkehr

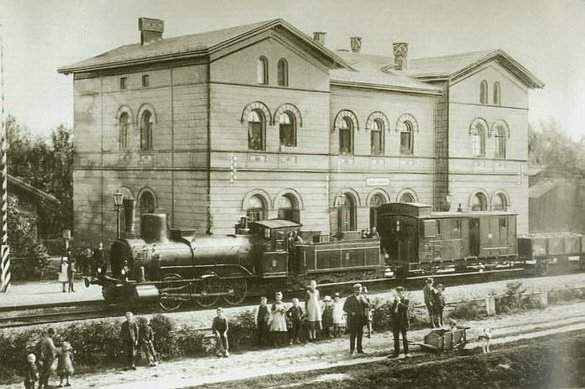
Der Bahnhof Odenkirchen im Jahre 1874

Odenkirchen liegt in unmittelbarer Nähe zu den Autobahnen A 44, A 46 und A 61 und ist über die beiden Anschlussstellen Mönchengladbach-Odenkirchen an der A 44 und Mönchengladbach-Güdderath an der A 61 erreichbar. Außerdem verläuft die Bundesstraße 59 durch den Ort. Der Bahnhof Rheydt-Odenkirchen liegt an der Bahnstrecke Rheydt–Köln-Ehrenfeld. Ursprünglich wurde er an der Bahnstrecke Mönchengladbach–Stolberg errichtet und wurde erst später zum Abzweigbahnhof der Verbindungsstrecke zum Rheydter Hauptbahnhof. Nach Aufgabe der Strecke zwischen Mönchengladbach und Stolberg wird deren noch verbliebenes Teilstück zwischen Odenkirchen und Hochneukirch der Strecke nach Köln zugerechnet.

## Vereinswesen
Das Adressverzeichnis von Odenkirchen umfasst 90 Vereine und Gruppierungen, darunter 19 Sportvereine, 16 Musik- und Gesangvereine, 13 Fördervereine, 10 Garten- und Tierzuchtvereine sowie 5 Karnevalsvereine und -gruppierungen. Der älteste Verein ist der Kirchenchor Cäcilia an St. Laurentius Odenkirchen, er wurde 1770 gegründet. Der Heimatverein Odenkirchen als Dachverband lädt zweimal jährlich zu einer Vorsitzendenrunde ein, um den Gedankenaustausch und die Kooperation unter den Vereinen zu fördern. Alle zwei Jahre findet ein Vereinstag statt, um eine umfassende Präsentation des vielfältigen Vereinslebens zu ermöglichen.

## Bildungseinrichtungen
- Astrid-Lindgren-Schule (Gemeinschaftsgrundschule)
- Schule im Burgbongert (Gemeinschaftsgrundschule)
- Kath. Grundschule Bell
- Gemeinschaftshauptschule Kirschhecke
- Förderschule Wiedemannstraße
- Gymnasium Odenkirchen

## Sehenswürdigkeiten

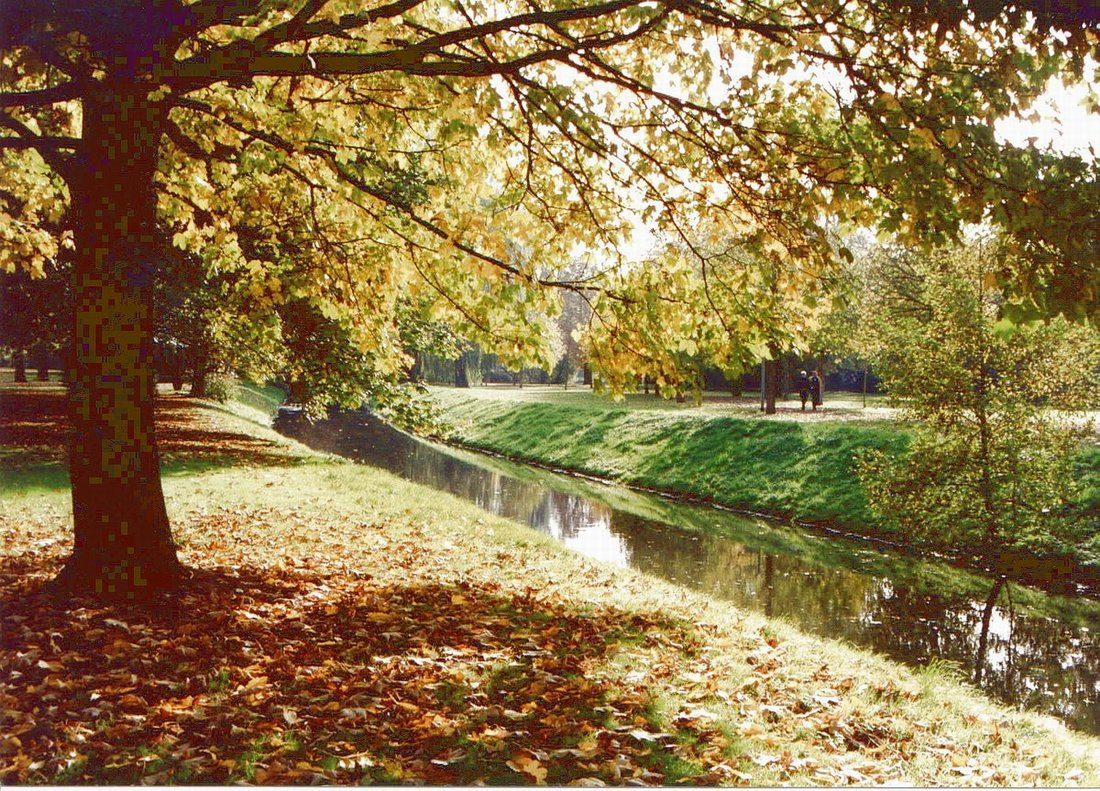
Nierslandschaft im Herbst
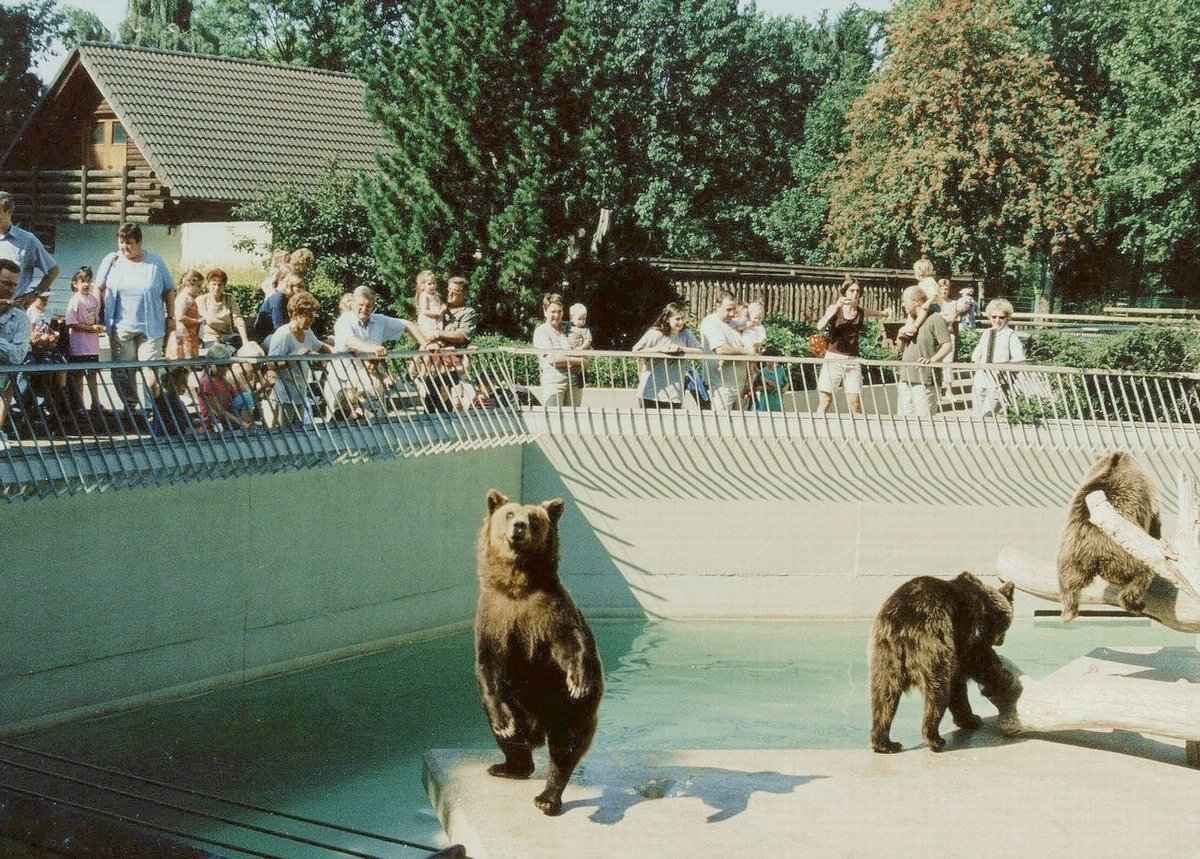
Bärengehege im Tierpark (mittlerweile geschlossen)
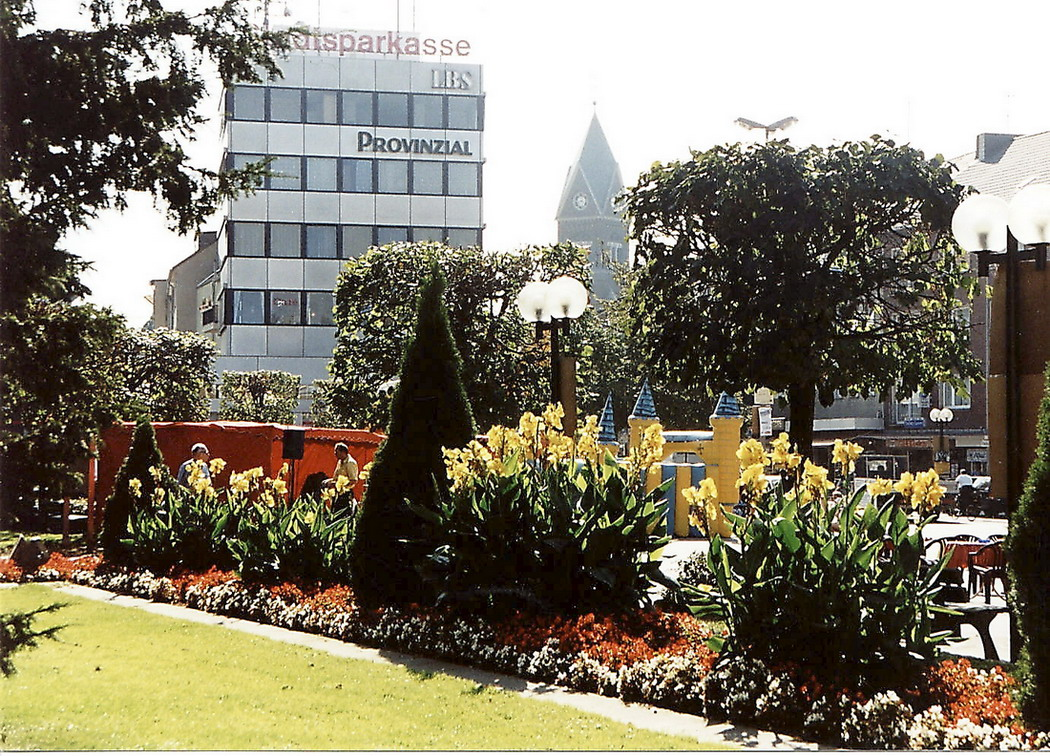
Blick vom Martin-Luther-Platz auf die Stadtsparkasse und die Kirche St. Laurentius
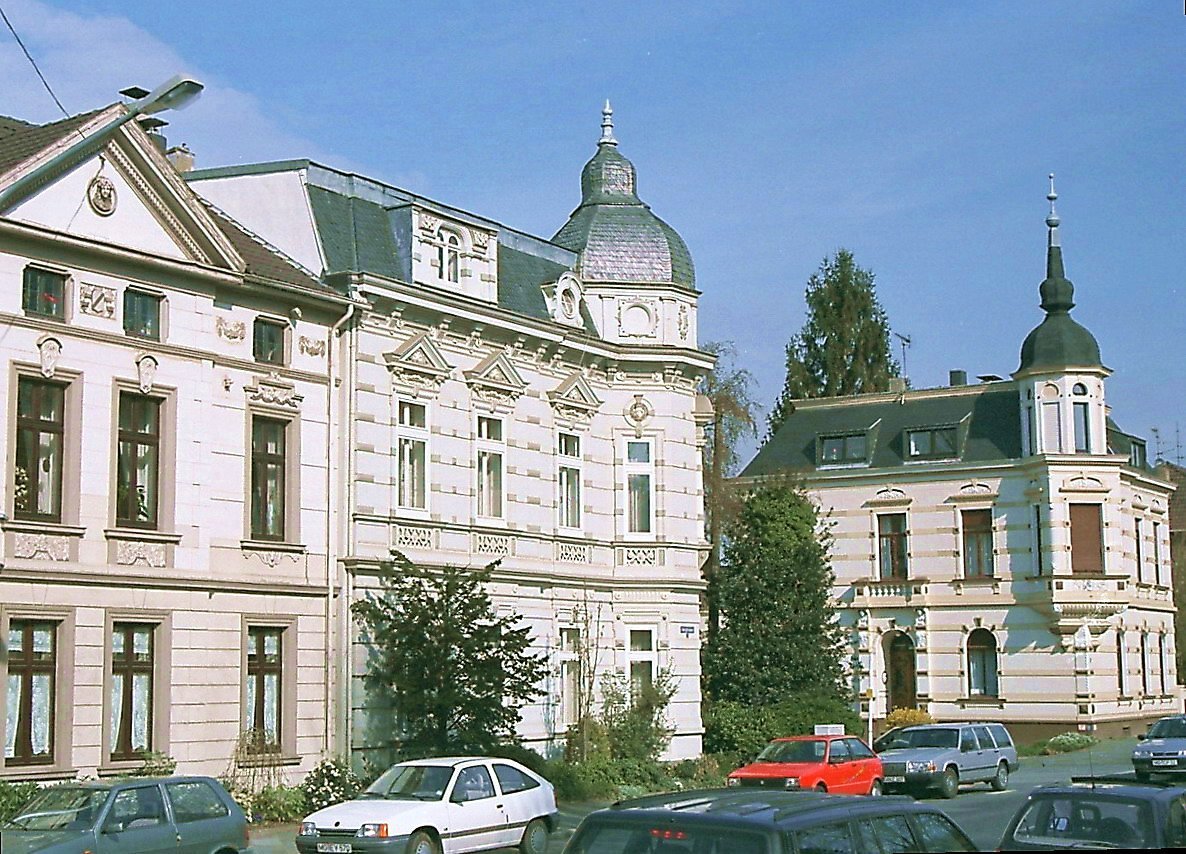
Bürgerhäuser aus dem späten 19. Jahrhundert

Durchzogen vom Niersgrünzug mit teilweise noch urtümlicher Bruchlandschaft, mehreren Parks und Anlagen, gehört Odenkirchen wohl zu den idyllischsten Stadtteilen von Mönchengladbach. Mehrere Brunnen- und Fontänenanlagen prägen das Ortsbild. Ein Anziehungspunkt für rund 240.000 Besucher pro Jahr ist der Tierpark Odenkirchen. Auf dem 4,3 Hektar großen Gelände am Pixbusch tummeln sich rund 500 Tiere in 125 Arten. In der Zooschule drücken Lehrer die „Zoobank“, um das pädagogische Konzept kennenzulernen und den Schülern Unterricht vor Ort erteilen zu können.
Bürgerhäuser aus dem späten 19. Jahrhundert spiegeln noch heute den Wunsch ihrer Erbauer nach elegantem und individuellem Erscheinungsbild in ihren Fassaden. Das wohlhabende Odenkirchen der kaiserlichen Zeit schuf mit der Bauweise des ausgehenden 19. und beginnenden 20. Jahrhunderts ein liebenswürdiges Stadtbild, das als Ausdruck der Gesinnung und des Stilempfindens jener Zeit zu werten ist. Besonders der reichhaltige Fassadenschmuck lässt deutlich werden, mit welcher Liebe zum Detail in der Zeit des Historismus gebaut wurde.
Ein markantes Wahrzeichen Odenkirchens ist der Burgturm aus dem Jahr 1734 mit Stilelementen des Barock, dessen Unterbau bereits aus dem 15. Jahrhundert stammt. Er stellt den erhaltenen Rest einer ehemals prächtigen, vierflügeligen Schlossanlage dar, deren Anfänge erstmals 1153 erwähnt wurden. Heute ist das Gebäude die „Gute Stube“ des Heimatvereins Odenkirchen.
Die evangelische Kirche von 1757 greift auf die Formen des niederländischen Spätbarocks zurück. Die Kirche ist der bemerkenswerteste und vom Bauvolumen her der räumlich größte reformierte Kirchenbau des 18. Jahrhunderts am linken Niederrhein. Architekt war François Soiron aus Maastricht, der zu dieser Zeit, mit seinem Bruder Matthieu Soiron an Schloss Wickrath arbeitete.
Die katholische Kirche St. Laurentius aus dem Jahre 1891 ist ein neoromanischer Backsteinbau. Die dreischiffige Basilika mit Querschiff errichtete der Kölner Architekt Franz Schmitz, der spätere Dombaumeister von Straßburg. Der Vorgängerbau wurde 1242 erstmals erwähnt, stammte aber wahrscheinlich schon aus dem 10. Jahrhundert.
Der 1912–1914 nach Entwurf des Architekten Otto Kuhlmann errichtete Ursprungsbau des Gymnasiums Odenkirchen gibt architekturhistorisch ein qualitätvolles Beispiel eines späthistoristischen, primär von den Ideen der Reformarchitektur geprägten Schulbaus.

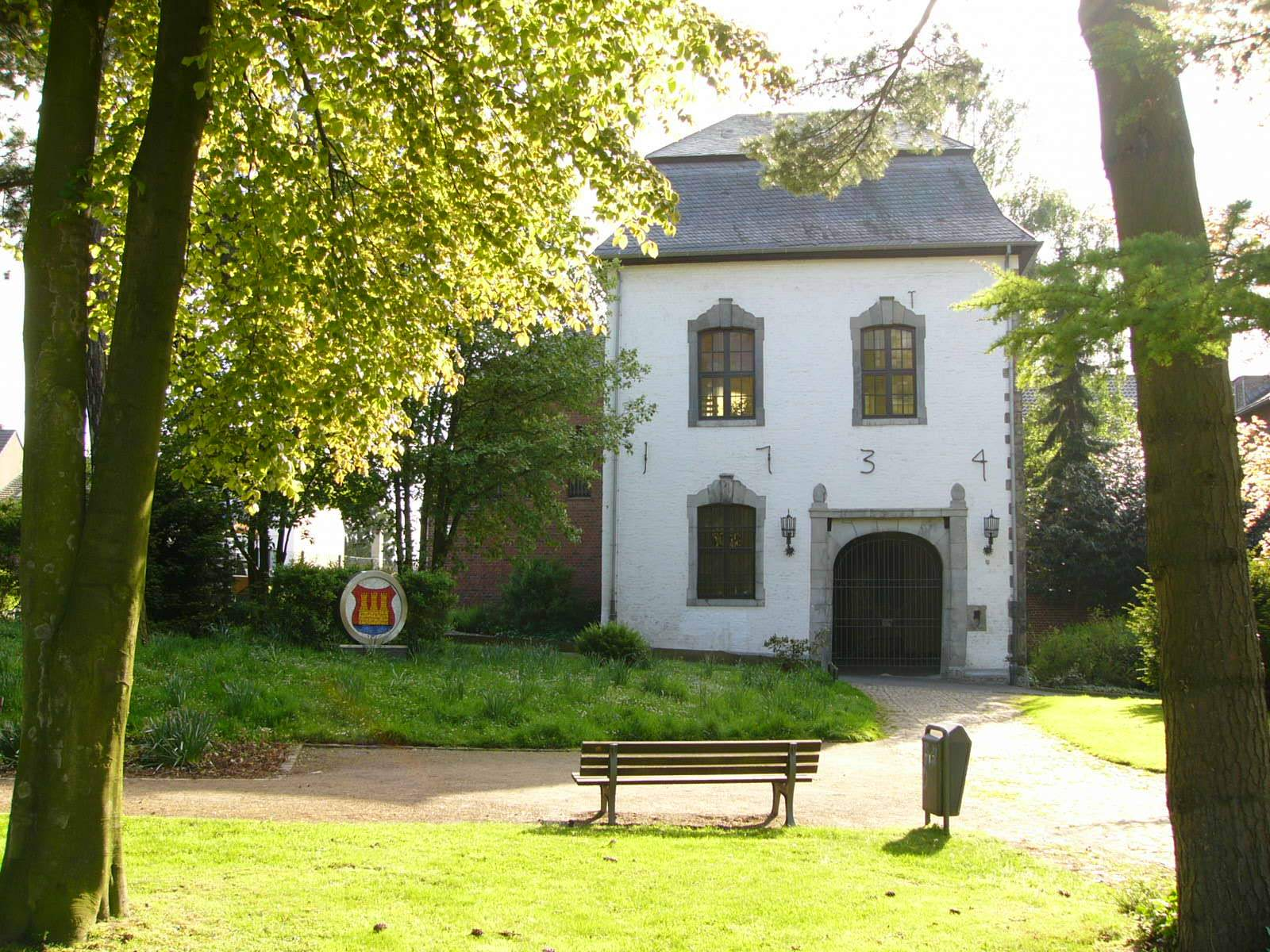
Burgturm (1734), Rest einer ehemals vierflügeligen Burganlage
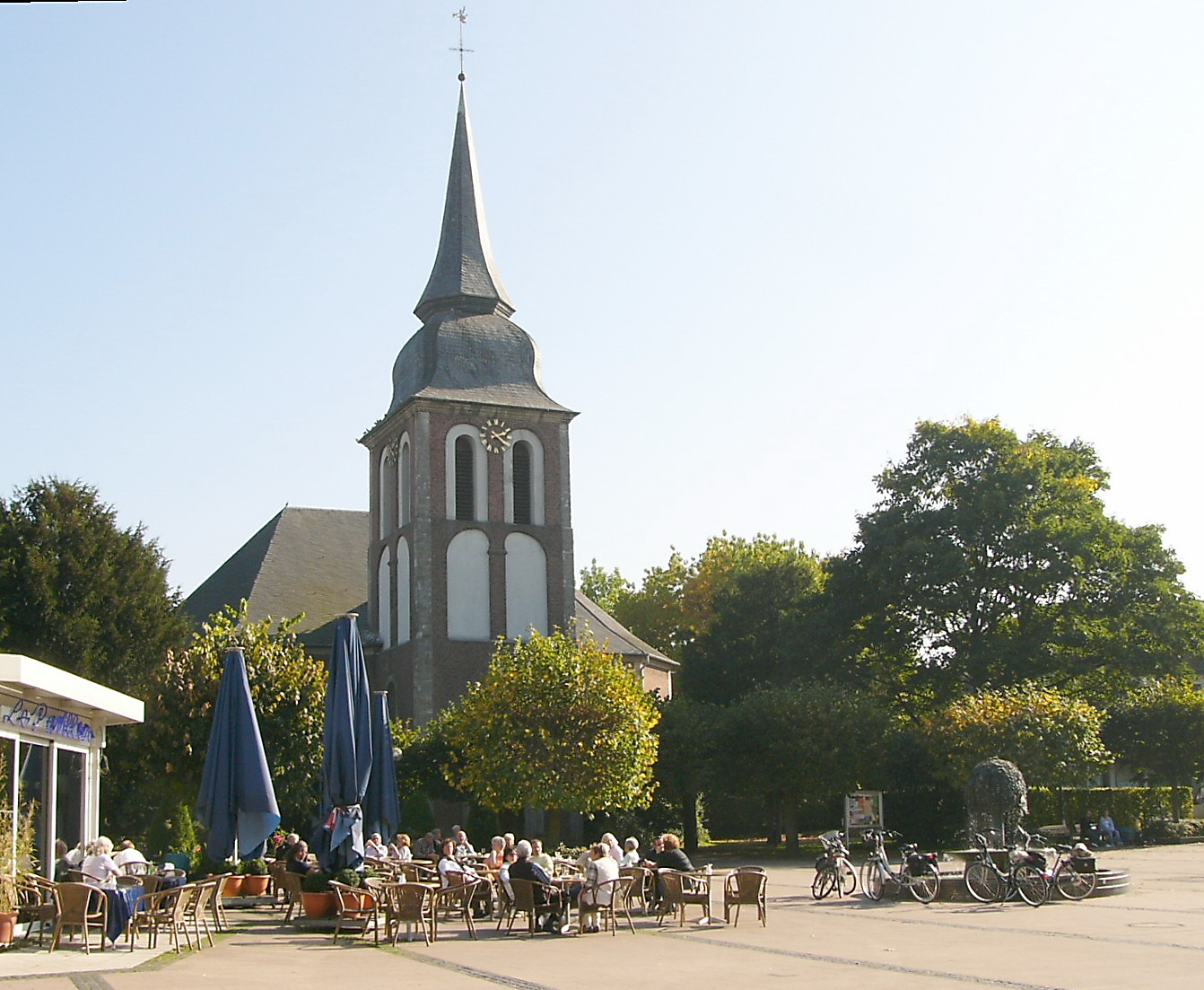
Evangelische Kirche (1757)
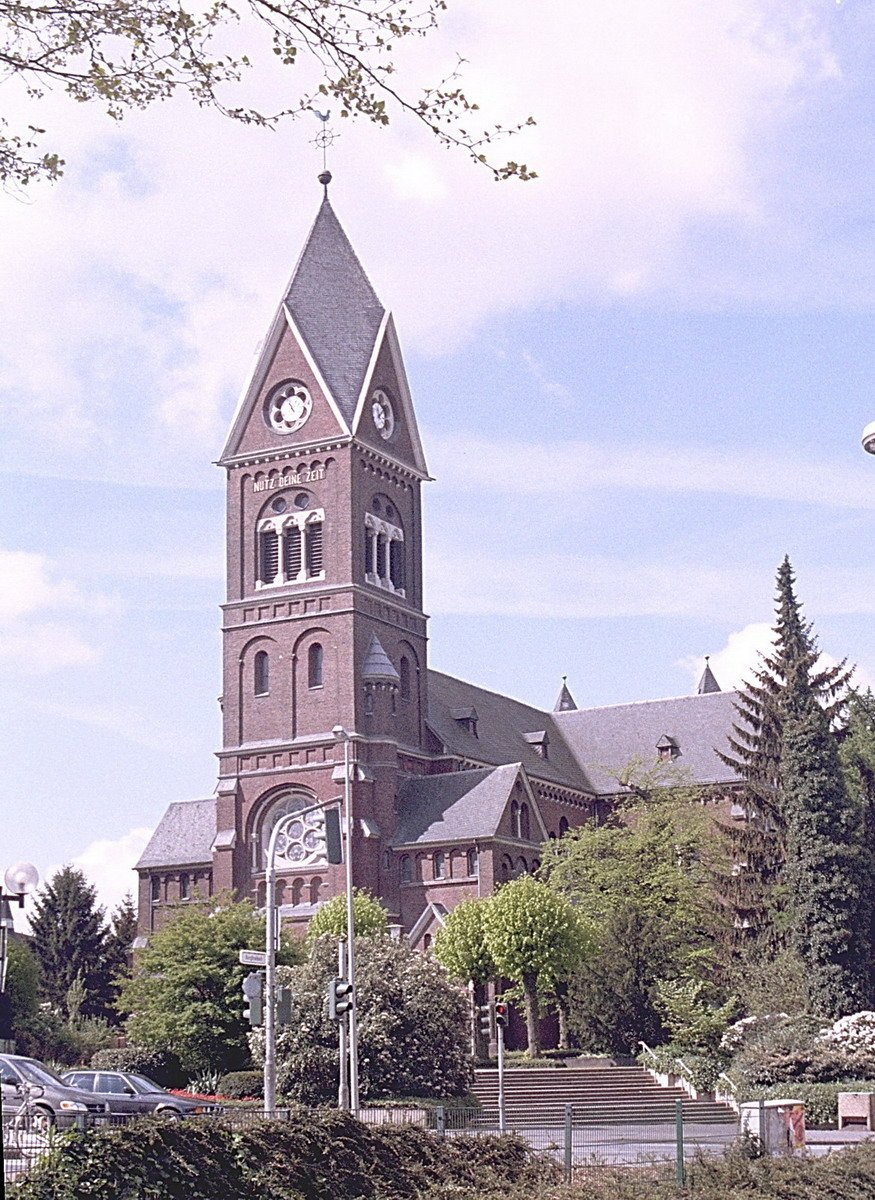
Kirche St. Laurentius (1891)
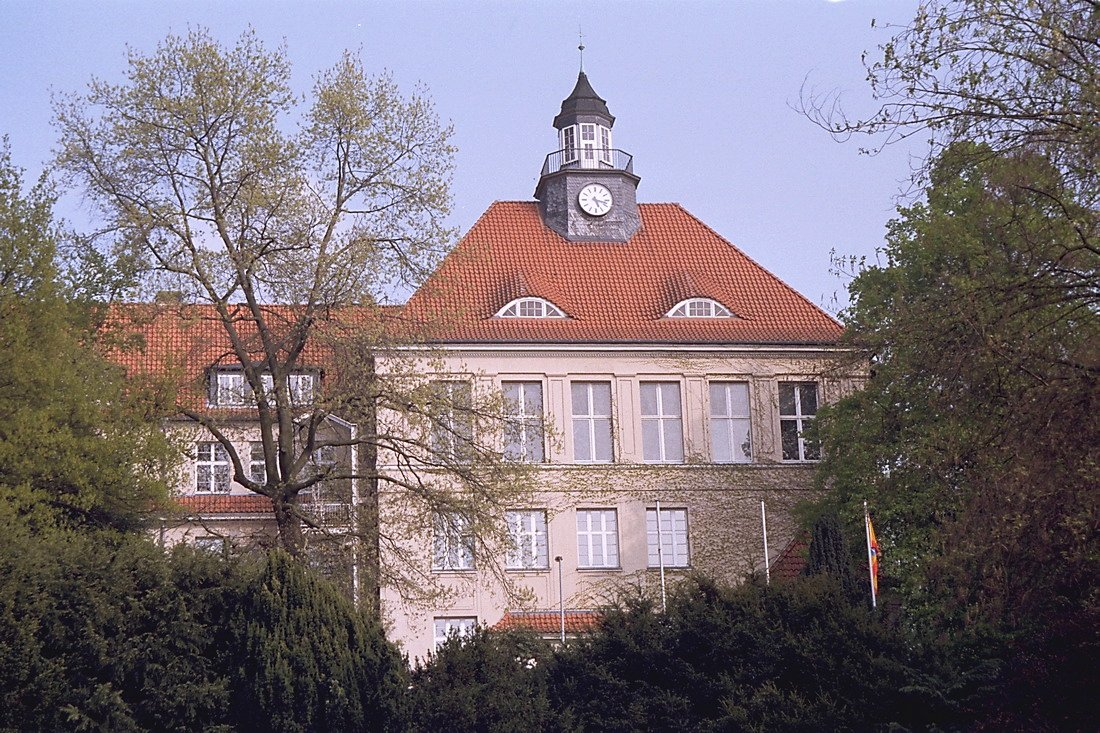
Frontansicht des Gymnasiums Odenkirchen

## Persönlichkeiten
- Johannes Jakobus Bouget (1762–1810), Jurist, Kurkölnischer Hofrat, Unterpräfekt zu Krefeld, Politiker, Deputierter und Freimaurer
- Johannes van den Kerkhoff (1876–1945), Industriemanager und Politiker (DNVP), Mitglied des Reichstags
- Bruno Schmidt-Bleibtreu (1926–2018), Jurist, Ministerialdirektor a. D. und Autor
- Helmut Schrey (1920–2012), Anglistikprofessor und Universitätsrektor der Gesamthochschule Duisburg
- Ernst Stoltenhoff (1879–1953), evangelischer Theologe
- Arthur Schult (1893–1969), Pädagoge und Schriftsteller
- Hans Laumanns (* 30. Mai 1938), Landschaftsarchitekt (Ingenieur) und Städteplaner der niederländischen Stadt Almere
- Detlef Neuß (* 30. November 1954), Bundesvorsitzender des Fahrgastverbandes Pro Bahn e. V. (seit 2016)
- Roland Virkus (* 3. Dezember 1966), trainierte von 1988 bis 1990 die U19-Jugendmannschaft der SpVg Odenkirchen